# Open de Moselle 2007
Open de Moselle 2007 — тенісний турнір, що проходив на кортах з твердим покриттям у місті Мец, Франція з 1 жовтня . Належав до категорії International Series, був турніром серії Moselle Open 2007 року.

## Фінальна частина

### Одиночний розряд
Томмі Робредо —  Енді Маррей 0–6, 6–2, 6–3

### Парний розряд
Арно Клеман /  Мікаель Льодра —  Маріуш Фирстенберг /  Марцин Матковський 6–1, 6–4